# Alcyonium adriaticum
Alcyonium adriaticum är en korallart som beskrevs av Kükenthal 1909. Alcyonium adriaticum ingår i släktet Alcyonium och familjen läderkoraller. Inga underarter finns listade i Catalogue of Life.